# Eurofima
Eurofima (Kurzbezeichnung der Europäischen Gesellschaft zur Finanzierung von Eisenbahnmaterial) ist eine supranationale Finanzierungsgesellschaft mit Sitz in Basel, Schweiz, die 1956 gegründet wurde. Sie hat 26 europäische Eisenbahngesellschaften als Aktionäre und bietet ihnen kurz- und langfristige Darlehen für die Beschaffung von Schienenfahrzeugen an. Eurofima hat das Ziel, die Entwicklung des europäischen Eisenbahnverkehrs zu fördern, indem sie die Finanzierungskosten für die Eisenbahnen senkt.

## Anteilseigner
Im Jahr 2024 hat das Unternehmen 26 Aktionäre:
| Unternehmen                                                      | Land                    | Anteil  |
| ---------------------------------------------------------------- | ----------------------- | ------- |
| Deutsche Bahn AG                                                 | Deutschland             | 22,60 % |
| SNCF                                                             | Frankreich              | 22,60 % |
| Ferrovie dello Stato Italiane S.p.A.                             | Italien                 | 13,50 % |
| SNCB                                                             | Belgien                 | 9,80 %  |
| NV Nederlandse Spoorwegen                                        | Niederlande             | 5,80 %  |
| RENFE Operadora                                                  | Spanien                 | 5,22 %  |
| Swiss Federal Railways                                           | Schweiz                 | 5,00 %  |
| Luxembourg National Railways                                     | Luxemburg               | 2,00 %  |
| CP-Comboios de Portugal, E.P.E.                                  | Portugal                | 2,00 %  |
| ÖBB-Holding AG                                                   | Österreich              | 2,00 %  |
| Hellenic Railways                                                | Griechenland            | 2,00 %  |
| Näringsdepartementet, Sweden                                     | Schweden                | 2,00 %  |
| Akcionarsko društvo Železnice Srbije                             | Serbien                 | 1,08 %  |
| České dráhy, a.s.                                                | Tschechien              | 1,00 %  |
| HŽ Putnički prijevoz d.o.o.                                      | Kroatien                | 0,82 %  |
| Hungarian State Railways Ltd.                                    | Ungarn                  | 0,70 %  |
| Javno preduzeće Željeznice Federacije Bosna i Hercegovina d.o.o. | Bosnien und Herzegowina | 0,51 %  |
| Železničná spoločnost’ Slovensko, a.s.                           | Slowakei                | 0,50 %  |
| Slovenske železnice d.o.o.                                       | Slowenien               | 0,42 %  |
| Holding BalgarskiDarzhavni Zheleznitsi EAD                       | Bulgarien               | 0,20 %  |
| Javno pretprijatie Makedonski Železnici-Infrastruktura           | Nordmazedonien          | 0,09 %  |
| Željeznički Prevoz Crne Gore AD                                  | Montenegro              | 0,06 %  |
| TCDD Taşımacılık A.Ş.                                            | Türkei                  | 0,04 %  |
| Železnici na Republika Severna Makedonija Transport AD – Skopje  | Nordmazedonien          | 0,02 %  |
| Danish State Railways                                            | Dänemark                | 0,02 %  |
| Vy Group                                                         | Norwegen                | 0,02 %  |

## Geschichte

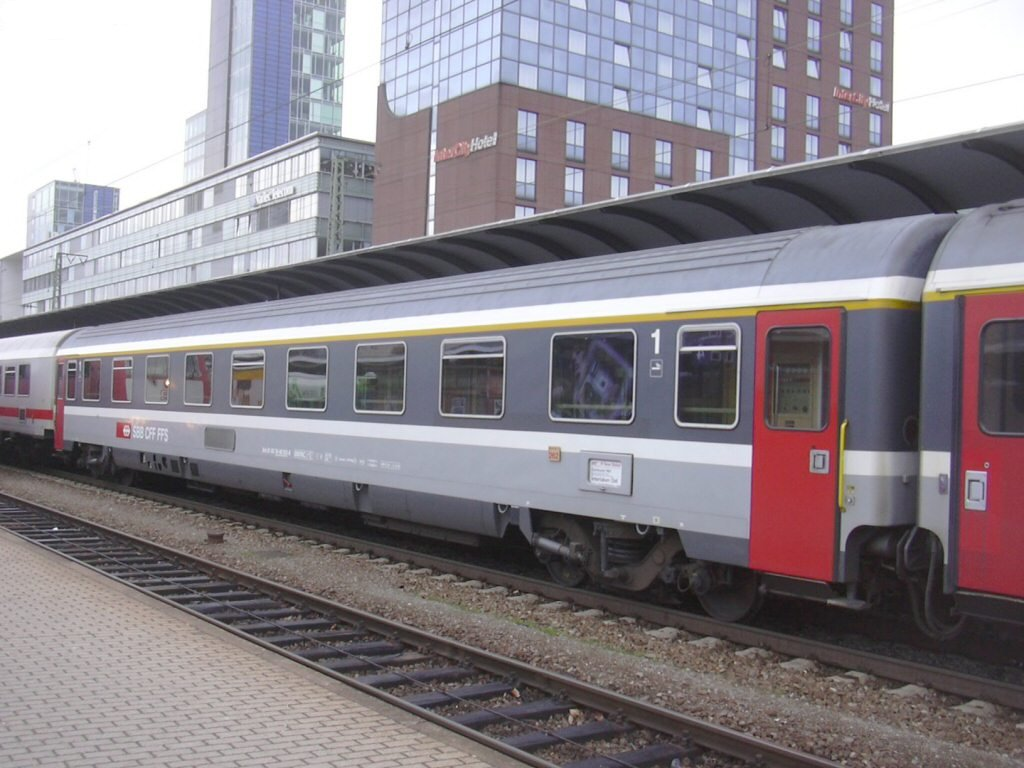
Schweizer Eurofimawagen

Die Eurofima wurde 1955 gegründet. Das Grundkapital der Gesellschaft beträgt 2,6 Milliarden CHF.
In den 1970er Jahren koordinierte die Eurofima außerdem die Entwicklung einer neuen Serie Reisezugwagen für den internationalen Verkehr. Die sogenannten Eurofima-Wagen waren klimatisierte Abteilwagen der ersten Klasse mit neun Abteilen und der zweiten Klasse mit elf Abteilen. Sie wurden von der DB, FS, ÖBB, SBB/CFF/FFS, NMBS/SNCB und SNCF gemeinsam beschafft. Für die länderübergreifend einheitliche Gestaltung wurde die Eurofima-C1-Lackierung (orange mit lichtgrauem Streifen) entworfen, die aber letztendlich nicht von allen Bahnverwaltungen übernommen wurde. Eurofima-Wagen werden heute in vielen EuroCity- und InterCity-Zügen eingesetzt. Die Gemeinschaftsbestellung der Fahrzeuge brachte nicht die erhofften Einsparungen, aber mehrere Eisenbahngesellschaften haben in den 1980er Jahren weitere Wagen ähnlichen Typs beschafft. Siehe hierzu auch einen separaten Artikel: Eurofima-Wagen.

## Aktivitäten
Eurofima finanziert Schienenfahrzeuge im konzessionsgebundenen Personenverkehr (z. B. SPNV in Deutschland), nicht aber im kommerziellen Bereich (sog. Open Access). Ferner finanziert sie Schienenfahrzeuge im Bereich der Bahninfrastruktur. Die Refinanzierung der eigenen Darlehen erfolgt in der Regel durch die Ausgabe von Anleihen auf dem internationalen Kapitalmarkt. Die Darlehen haben eine Laufzeit von bis zu 30 Jahren und werden in der Währung der jeweiligen Eisenbahngesellschaft vergeben. Eurofima hat eine hohe Kreditwürdigkeit und ist von den Ratingagenturen Moody’s und Standard & Poor’s mit Aa2 bzw. AA bewertet.
Eurofima engagiert sich für Nachhaltigkeit und soziale Verantwortung der Eisenbahnbranche. Sie ist Unterzeichnerin der UN-Prinzipien für verantwortungsvolles Investieren (PRI) und der UN-Global Compact-Initiative. Sie berichtet regelmäßig über ihre Umwelt-, Sozial- und Governance-Leistung (ESG) und unterstützt Projekte, die zur Reduzierung der Treibhausgasemissionen, zur Verbesserung der Energieeffizienz und zur Förderung der sozialen Integration im Eisenbahnbereich beitragen.